# Pub crawl
Un pub crawl (a veces llamado un recorrida de bares, bar tour, bar hopping o ida de bar en bar, ir de bares, salir de potes, potear, etc) es el acto de una o más personas que beben alcohol en bares o barras múltiples en una sola noche, normalmente trasladándose a pie o en transporte público a cada uno de éstos para realizar el consumo en cada uno.

## Origen del término
Según el Oxford English Dictionary, el término (incluyendo variaciones tales como crawl gin y bohemian death march, traducido como "marcha bohemia de la muerte") ha estado en uso desde el siglo XIX.
En el diccionario de argot inglés The New Partridge Dictionary of Slang and Unconventional English recoge pub crawl como un sustantivo y un verbo, con el sustantivo (que data de 1915) definido como "una sesión de bebida que se mueve de un establecimiento autorizado para la siguiente, y así sucesivamente", y el verbo (1937) que significa "desplazarse en grupo de un establecimiento de bebidas una al siguiente, bebiendo en cada uno". El término es una combinación de pub (una casa abierta al público, con licencia para la venta de alcohol) y un sentido menos figurado de crawl (arrastrarse)".

## Pub Crawls por una causa

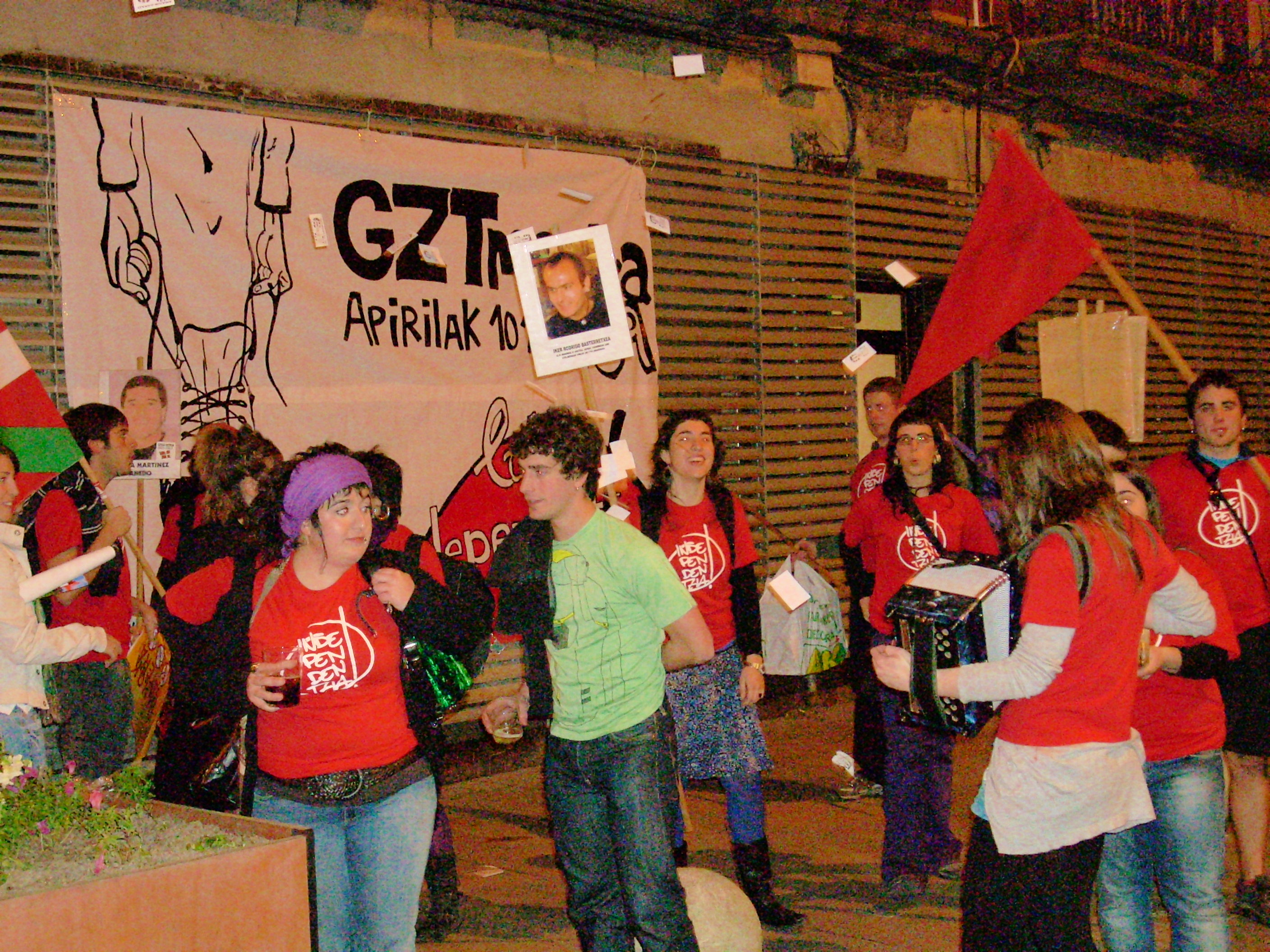
Jóvenes independentistas vascos en un Triki-poteo (poteo con música de trikitixa) propagandístico.

El Gante Winter Tour Bar, auto-apodado como crawl América pub más caritativa, es presentado por Tours Bar Gante, en el barrio histórico de Gante centro de Norfolk, Virginia. Realizado por primera vez en 2006, esta recaudación de fondos anual se produce durante el último sábado de febrero. Cada año, el evento dona el 100% de sus ganancias a un local de Hampton Roads organización sin fines de lucro y funciona con un equipo de voluntarios. Más recientemente, el 2012 Winter Bar Gante Tour tuvo más de 1000 participantes y donó 22.250 dólares a Hospice Edmarc de la Infancia, una Portsmouth, Virginia organización que brinda apoyo a niños con enfermedades terminales.
"la Panceta" de Nueva York atrae pub crawl alrededor de 3000 personas de todo Nueva York. Las ganancias de la venta de pulseras va a las familias en necesidad.
El sábado previo al Día de San Patricio, 17 de marzo de 14 años es uno de los pub más popular se arrastra en Chicago. El pub crawl general comienza alrededor de las 9 en el barrio de Wrigleyville y lleva a los participantes a través de los barrios Lakeview y Lincoln Park.
Desde 2009, Chicago también se dispuso a tomar una posición en contra de las tendencias de moda terribles, al participar en el "Bar Crawl Double Denim", o la DDBC. Crawlers serpentean alrededor de las barras del vecindario Wrigleyville vestido con un mínimo de dos artículos de Denim. Al igual que una fiesta temática de los años 80, el DDBC explora la hilaridad de lavados con ácido chaquetas de jean y jorts.